# Domenico Procacci
Pour l’article homonyme, voir Ugo Procacci.
Domenico Procacci (né le 8 février 1960 à Bari, en Italie) est un producteur de cinéma italien, fondateur de la maison de production Fandango.

## Filmographie
- 1987 : Il grande Blek
- 1988 : Nulla ci può fermare
- 1990 : Le Chef de gare (La Stazione)
- 1992 : La bionda de Sergio Rubini
- 1993 : Bad Boy Bubby
- 1993 : La Course de l'innocent (La Corsa dell'innocente)
- 1994 : Comme deux crocodiles (Come due coccodrilli), de Giacomo Campiotti
- 1994 : Les Aventures d'Ivan Tchonkine (Zivot a neobycejna dobrodruzstvi vojaka Ivana Conkina)
- 1995 : Il Cielo è sempre più blu
- 1995 : Guiltrip
- 1996 : Correre contro
- 1996 : La Chambre tranquille
- 1997 : Epsilon
- 1997 : Mains fortes (Le Mani forti)
- 1998 : La Stanza dello scirocco
- 1998 : Dance Me to My Song
- 1998 : Le Monde à l'envers de Rolando Colla
- 1998 : Radio flèche (Radiofreccia)
- 1998 : Ecco fatto
- 1998 : La Patinoire
- 1999 : Spank
- 1999 : Comme toi... (Come te nessuno mai)
- 2000 : Il Partigiano Johnny
- 2000 : Cercle intime (The Monkey's Mask)
- 2000 : Lupo mannaro
- 2001 : Fughe da fermo
- 2001 : Juste un baiser (L'Ultimo bacio)
- 2001 : Super 8 Stories
- 2001 : Tmavomodrý svět
- 2001 : ¿Tú qué harías por amor?
- 2001 : The Bank (en)
- 2001 : Dust
- 2001 : He Died with a Felafel in His Hand
- 2001 : Samsara (Italy) (Samsara)
- 2002 : Tre per sempre
- 2002 : Da zero a dieci
- 2002 : Respiro
- 2002 : L'Étrange Monsieur Peppino (L'Imbalsamatore) de Matteo Garrone
- 2002 : Velocità massima
- 2003 : Souviens-toi de moi (Ricordati di me) de Gabriele Muccino
- 2003 : Alexandra's Project
- 2003 : B.B. e il cormorano
- 2003 : Ora o mai più
- 2003 : Segreti di stato
- 2003 : Liberi
- 2004 : Primo amore
- 2004 : Tom White
- 2004 : Les Conséquences de l'amour (Le conseguenze dell'amore) de Paolo Sorrentino
- 2004 : Lavorare con lentezza
- 2004 : Eros
- 2004 : Ogni volta che te ne vai
- 2005 : Tickets
- 2005 : L'orizzonte degli eventi
- 2005 : La guerra di Mario
- 2006 : La terra de Sergio Rubini
- 2006 : 10 canoës, 150 lances et 3 épouses (Ten Canoes)
- 2007 : Soie, de François Girard
- 2008 : Gomorra
- 2008 : Lezione ventuno, de Alessandro Baricco
- 2008 : Caos calmo, de Antonello Grimaldi
- 2008 : Il passato è una terra straniera, de Daniele Vicari
- 2008 : Un giorno perfetto, de Ferzan Özpetek
- 2009 : Lo spazio bianco de Francesca Comencini
- 2009 : Cosmonauta, de Susanna Nicchiarelli
- 2010 : Encore un baiser (Baciami ancora), de Gabriele Muccino
- 2010 : Mine vaganti, de Ferzan Özpetek
- 2010 : La versione di Barney (Barney's Version), de Richard J. Lewis
- 2010 : La passione, de Carlo Mazzacurati
- 2011 : Habemus Papam, de Nanni Moretti
- 2011 : Qualunquemente, de Giulio Manfredonia
- 2011 : Gli sfiorati, de Matteo Rovere
- 2011 : La vita facile, de Lucio Pellegrini
- 2011 : L'ultimo terrestre, de Alfonso Pacinotti
- 2011 : Diaz - Don't Clean Up This Blood, de Daniele Vicari
- 2011 : Black Block, de Carlo A. Bachschmidt
- 2011 : Il paese delle spose infelici, de Pippo Mezzapesa
- 2012 : Magnifica presenza, de Ferzan Ozpetek
- 2013 : L'ultima ruota del carro, de Giovanni Veronesi
- 2023 : Vers un avenir radieux (Il sol dell'avvenire) de Nanni Moretti